# サマータイム (曲)
「サマータイム」（Summertime）は、ジョージ・ガーシュウィンが1935年のオペラ『ポーギーとベス』のために作曲したアリア。作詞はデュボーズ・ヘイワードとアイラ・ガーシュウィン。

## 解説
現在ではスタンダード・ナンバーとして知られ、ジャズ、ソウル、R&B、ポップス、ロックなど幅広いジャンルでも歌われている。ジョージ・ガーシュウィンは1933年12月に作曲を開始した。彼はアフリカ系アメリカ人の民俗音楽をもとに、自分自身の音楽を作曲しようとした。曲は1935年にリリースされている。
オペラの第1幕冒頭で、生まれたばかりの赤ん坊にクララが歌いかけるブルース調の子守唄である。
前半の「夏になれば豊かになれる、魚は跳ねて、綿の木は伸びる。父さんは金持ち、母さんはきれい。だから坊や、泣くのはおよし…」では、歌詞とは裏腹に1920年代のアメリカの黒人たちの過酷な生活が反映されているが、後半の歌詞では、「ある朝、お前は立ち上がって歌う、そして羽を広げて飛んでいく…」という子供の成長を祈る内容になっている。
その後、ジェイクが嵐に遭遇して行方不明となったときと、ジェイクの死を知ったクララが嵐で死んだ直後にも歌われるが、歌詞の一部が変えられ、悲壮な内容となっていく。
日本においては1998年5月、1937年に死去したジョージの著作権の保護期間が終了しパブリックドメインとなったが、その後の調査で「サムワン・トゥ・ウォッチ・オーバー・ミー」などと共に兄のアイラ・ガーシュウィンとの共同著作物であることが判明し、2053年まで保護期間が延長された。

## カバー
現在までに少なくとも2600を超えるカバーが生み出されている 。
1936年にビリー・ホリデイが歌ったものがヒットして以来、ジャズにおけるスタンダードとなっている。1960年にはジョン・コルトレーンがこの曲を録音し、アルバム『マイ・フェイヴァリット・シングス』に収録した。1966年7月14日に長崎を訪れたジョン・コルトレーンは、コンサート会場に行く前に自ら希望して浦上の爆心地に直行し献花した。そして公演の最後に「サマータイム」を演奏した。他にも、マイルス・デイヴィス、エラ・フィッツジェラルド、ロックおよびソウルでは、ビッグ・ブラザー&ザ・ホールディング・カンパニーの演奏でジャニス・ジョプリンが歌うブルース調カバーが有名である。アレンジが施され、一部歌詞も変えられている。ビリー・スチュアートも「サマータイム」のソウル/R&Bバージョンを歌っている。また、「ふたりのシーズン (Time of the Season)」のヒットで知られるゾンビーズもデビュー・アルバムに収録している。
他にビル・エヴァンス、ゲイリー・バートン&フレンズなどがカバーしている。また、ハービー・ハンコックは1998年のアルバム『ガーシュウィン・ワールド』に、ジョニ・ミッチェルやスティーヴィー・ワンダーをゲストに迎えたカバーを収録した。1990年にグラミー賞を獲得したハロリン・ブラックウェル（Harolyn Blackwell）がこの曲を授賞式で歌って、さらに有名になった。
クラシック音楽では、ギター独奏用の編曲に、武満徹『ギターのための12のうた』がある。他にヤッシャ・ハイフェッツが『ポーギーとベス』から6曲を選びヴァイオリン独奏用（ピアノ伴奏）に編曲したものの中にこの曲がある。
これらの他に、エレクトーン奏者の松田昌によるディスコ調アレンジも存在する。